# Leibniz-Institut für umweltmedizinische Forschung
Das Leibniz-Institut für umweltmedizinische Forschung (IUF) an der Heinrich-Heine-Universität Düsseldorf ist eine rechtlich selbständige, außeruniversitäre Forschungseinrichtung, Mitglied der Leibniz-Gemeinschaft und der anwendungsorientierten Grundlagenforschung im Bereich der Lebenswissenschaften zuzuordnen. Zentrale Aufgabe des IUF ist die präventivmedizinische Erforschung molekularer Mechanismen umweltinduzierter Störungen der menschlichen Gesundheit (molekulare Präventivmedizin). Durch die Analyse und Bewertung des gesundheitlichen Risikos durch exogene Noxen sollen die Gesundheitsvorsorge im Hinblick auf Umweltbelastungen verbessert und präventive bzw. therapeutische Ansätze entwickelt werden.

## Geschichte
Das Institut wurde im Jahr 2001 in der Rechtsform einer gemeinnützigen GmbH gegründet. Alleiniger Gesellschafter ist die Gesellschaft zur Förderung umweltmedizinischer Forschung e.V. – ein Zusammenschluss von sieben renommierten medizinischen Fachgesellschaften. Das IUF wird vom Land Nordrhein-Westfalen durch das Ministerium für Innovation, Wissenschaft, Forschung und Technologie institutionell gefördert.
Am 8. und 9. März 2007 wurde das Institut durch den Wissenschaftsrat begutachtet. Als Ergebnis wurde die Aufnahme des Instituts für Umweltmedizinische Forschung in die gemeinsame Förderung durch Bund und Länder nach der Ausführungsvereinbarung Forschungseinrichtungen empfohlen. Seit Herbst 2007 war das IUF assoziiertes Mitglied der Leibniz-Gemeinschaft. Die gemeinsame Förderung des IUF durch Bund und Länder innerhalb der Leibniz-Gemeinschaft wurde 2009 beschlossen und begann am 1. Januar 2011. Das Institut ist als An-Institut über einen Kooperationsvertrag mit der Universität Düsseldorf verbunden.

## Forschung
Nach eigenen Angaben forscht das IUF auf den Gebieten „umweltinduzierte pulmonale Alterung“, „umweltinduzierte Hautalterung“, „umweltinduzierte Störungen des Nervensystems“, „umweltinduzierte Störungen des Immunsystems“, Partikeltoxikologie und „Arylhydrocarbon-Rezeptor und Haut“ (Stand: Juni 2021).

## Organisation
Der Gesamtetat lag 2009 bei 9,1 Mio. Euro, davon wurden 4,5 Mio. Euro als Drittmittel eingeworben.
Das IUF wird vom wissenschaftlichen Direktor Jean Krutmann geleitet. Kaufmännischer Direktor ist Alexander Beaucamp.
Das IUF hat circa 120 Mitarbeiter, davon etwa 70 Wissenschaftler. Fast zwei Drittel der Mitarbeiter werden durch projektgebundene Fördermittel der DFG, des BMBF, der EU und anderer Drittmittelgeber finanziert.

## Kooperationen
Die Forschergruppen des IUF sind durch ihre Arbeitsmethoden und Themen eng untereinander verknüpft. Die interdisziplinäre Herangehensweise ist charakteristisch für die Forschung am IUF und bildet die Basis für eine Vielzahl von nationalen und internationalen Kooperationen mit anderen Forschungseinrichtungen.
Ein Kooperationsvertrag mit der Heinrich-Heine-Universität Düsseldorf (HHU) verleiht dem IUF den Status eines An-Institutes. Der Institutsdirektor ist gleichzeitig Lehrstuhlinhaber für Umweltmedizin an der HHU. Weitere Wissenschaftler des IUF sind in die Lehre der HHU eingebunden. Auf inhaltlicher Ebene trägt das IUF mit seinem Forschungsprogramm wesentlich zum Forschungsschwerpunkt „Umweltmedizin und Alternsforschung“ der Medizinischen Fakultät bei. Das IUF ist an vier DFG-geförderten Sonderforschungsbereichen, drei Graduiertenkollegs und einer Forschergruppe beteiligt. Zudem bestehen je eine Liaisongruppe mit der HHU und der RWTH Aachen.
Das IUF kooperiert mit einer Reihe außeruniversitärer Forschungseinrichtungen. Hierzu gehören das National Institute for Public Health on the Environment in Bilthoven, das Helmholtz Zentrum München, das Helmholtz-Zentrum für Umweltforschung, das Forschungsinstitut für Nutztierbiologie, das Leibniz-Institut für Arbeitsforschung an der TU Dortmund, das Leibniz-Institut für Alternsforschung in Jena und das Leibniz-Zentrum für Diabetesforschung in Düsseldorf.